# Каньяно-Варано
Каньяно-Варано (італ. Cagnano Varano) — муніципалітет в Італії, у регіоні Апулія,  провінція Фоджа.
Каньяно-Варано розташоване на відстані близько 280 км на схід від Рима, 125 км на північний захід від Барі, 45 км на північ від Фоджі.
Населення — 7393 особи (2014).
Щорічний фестиваль відбувається 8 травня, 10 травня. Покровитель — святий Михайло.

## Демографія
Населення за роками:

Станом на 1 січня 2023 року в муніципалітеті офіційно проживало 128 іноземців з 27 країн, серед них 80 громадян країн Євросоюзу та 1 громадянин України.

## Сусідні муніципалітети
- Карпіно
- Іскітелла
- Монте-Сант'Анджело
- Сан-Марко-ін-Ламіс
- Сан-Нікандро-Гарганіко
- Сан-Джованні-Ротондо